# Nazionale maschile di calcio della Guyana
La nazionale di calcio della Guyana è la rappresentativa calcistica nazionale dell'omonimo paese, posta sotto l'egida della Guyana Football Federation.
Nonostante la Guyana si trovi in Sudamerica, essa è affiliata alla CONCACAF, organizzazione che racchiude le federazioni calcistiche dell'America centrale, settentrionale e dei Caraibi, così come Suriname e Guyana francese.
Prima dell'indipendenza dal Regno Unito, ottenuta nel 1966, la squadra era conosciuta con il nome di Guyana Britannica.
Nel 2006 i Giaguari Dorati inanellarono una serie di 11 vittorie consecutive che li fece balzare in avanti di 87 posti nel ranking FIFA.

Nel 2021 la Guyana occupava la 176ª posizione in tale classifica.

## Partecipazioni ai tornei internazionali
Legenda: Grassetto: Risultato migliore, Corsivo: Mancate partecipazioni

### Coppa dei Caraibi[4]
I Golden Jaguars hanno partecipato alla Coppa dei Caraibi in tre occasioni, ottenendo come miglior piazzamento il quarto posto nel 1991.

### Coupe des Caraïbes
La Guyana, all'epoca Guyana britannica, ha preso parte all'unica Coupe des Caraïbes che ha avuto luogo nel 1948, uscendo al girone eliminatorio.

## Statistiche dettagliate sui tornei internazionali

### Mondiali
| Anno | Luogo                          | Piazzamento                         | V | N | P | Gol |
| ---- | ------------------------------ | ----------------------------------- | - | - | - | --- |
| 1930 | Uruguay                        | Non partecipante                    | - | - | - | -   |
| 1934 | Italia                         | Non partecipante                    | - | - | - | -   |
| 1938 | Francia                        | Non partecipante                    | - | - | - | -   |
| 1950 | Brasile                        | Non partecipante                    | - | - | - | -   |
| 1954 | Svizzera                       | Non partecipante                    | - | - | - | -   |
| 1958 | Svezia                         | Non partecipante                    | - | - | - | -   |
| 1962 | Cile                           | Non partecipante                    | - | - | - | -   |
| 1966 | Inghilterra                    | Non partecipante                    | - | - | - | -   |
| 1970 | Messico                        | Non partecipante                    | - | - | - | -   |
| 1974 | Germania Ovest                 | Non partecipante                    | - | - | - | -   |
| 1978 | Argentina                      | Non qualificata                     | - | - | - | -   |
| 1982 | Spagna                         | Non qualificata                     | - | - | - | -   |
| 1986 | Messico                        | Non qualificata                     | - | - | - | -   |
| 1990 | Italia                         | Non qualificata                     | - | - | - | -   |
| 1994 | Stati Uniti                    | Non qualificata                     | - | - | - | -   |
| 1998 | Francia                        | Non qualificata                     | - | - | - | -   |
| 2002 | Giappone / Corea del Sud       | Ritirata prima delle qualificazioni | - | - | - | -   |
| 2006 | Germania                       | Non qualificata                     | - | - | - | -   |
| 2010 | Sudafrica                      | Non qualificata                     | - | - | - | -   |
| 2014 | Brasile                        | Non qualificata                     | - | - | - | -   |
| 2018 | Russia                         | Non qualificata                     | - | - | - | -   |
| 2022 | Qatar                          | Non qualificata                     | - | - | - | -   |
| 2026 | Canada / Stati Uniti / Messico | Non qualificata                     | - | - | - | -   |

### Campionato CONCACAF/Gold Cup
| Anno | Luogo                               | Piazzamento                         | V | N | P | Gol |
| ---- | ----------------------------------- | ----------------------------------- | - | - | - | --- |
| 1963 | El Salvador                         | Non partecipante                    | - | - | - | -   |
| 1965 | Guatemala                           | Non partecipante                    | - | - | - | -   |
| 1967 | Honduras                            | Non partecipante                    | - | - | - | -   |
| 1969 | Costa Rica                          | Non partecipante                    | - | - | - | -   |
| 1971 | Trinidad e Tobago                   | Non qualificata                     | - | - | - | -   |
| 1973 | Haiti                               | Non partecipante                    | - | - | - | -   |
| 1977 | Messico                             | Non qualificata                     | - | - | - | -   |
| 1981 | Honduras                            | Non qualificata                     | - | - | - | -   |
| 1985 | Itinerante                          | Non qualificata                     | - | - | - | -   |
| 1989 | Itinerante                          | Non qualificata                     | - | - | - | -   |
| 1991 | Stati Uniti                         | Non qualificata                     | - | - | - | -   |
| 1993 | Stati Uniti / Messico               | Non qualificata                     | - | - | - | -   |
| 1996 | Stati Uniti                         | Non qualificata                     | - | - | - | -   |
| 1998 | Stati Uniti                         | Non qualificata                     | - | - | - | -   |
| 2000 | Stati Uniti                         | Non qualificata                     | - | - | - | -   |
| 2002 | Stati Uniti                         | Non qualificata                     | - | - | - | -   |
| 2003 | Stati Uniti / Messico               | Non qualificata                     | - | - | - | -   |
| 2005 | Stati Uniti                         | Ritirata prima delle qualificazioni | - | - | - | -   |
| 2007 | Stati Uniti                         | Non qualificata                     | - | - | - | -   |
| 2009 | Stati Uniti                         | Non qualificata                     | - | - | - | -   |
| 2011 | Stati Uniti                         | Non qualificata                     | - | - | - | -   |
| 2013 | Stati Uniti                         | Non qualificata                     | - | - | - | -   |
| 2015 | Stati Uniti / Canada                | Non qualificata                     | - | - | - | -   |
| 2017 | Stati Uniti                         | Non qualificata                     | - | - | - | -   |
| 2019 | Stati Uniti / Costa Rica / Giamaica | Primo turno                         | 0 | 1 | 2 | 3:9 |
| 2021 | Stati Uniti                         | Non qualificata                     | - | - | - | -   |
| 2023 | Stati Uniti / Canada                | Non qualificata                     | - | - | - | -   |

### Olimpiadi
| Anno | Luogo     | Piazzamento      | V | N | P | Gol |
| ---- | --------- | ---------------- | - | - | - | --- |
| 1908 | Londra    | Non partecipante | - | - | - | -   |
| 1912 | Stoccolma | Non partecipante | - | - | - | -   |
| 1920 | Anversa   | Non partecipante | - | - | - | -   |
| 1924 | Parigi    | Non partecipante | - | - | - | -   |
| 1928 | Amsterdam | Non partecipante | - | - | - | -   |
| 1936 | Berlino   | Non partecipante | - | - | - | -   |
| 1948 | Londra    | Non partecipante | - | - | - | -   |

- Nota bene: per le informazioni sui risultati ai Giochi olimpici nelle edizioni successive al 1948 visionare la pagina della nazionale olimpica.

### Confederations Cup
| Anno | Luogo                    | Piazzamento     | V | N | P | Gol |
| ---- | ------------------------ | --------------- | - | - | - | --- |
| 1992 | Arabia Saudita           | Non invitata    | - | - | - | -   |
| 1995 | Arabia Saudita           | Non invitata    | - | - | - | -   |
| 1997 | Arabia Saudita           | Non qualificata | - | - | - | -   |
| 1999 | Messico                  | Non qualificata | - | - | - | -   |
| 2001 | Corea del Sud / Giappone | Non qualificata | - | - | - | -   |
| 2003 | Francia                  | Non qualificata | - | - | - | -   |
| 2005 | Germania                 | Non qualificata | - | - | - | -   |
| 2009 | Sudafrica                | Non qualificata | - | - | - | -   |
| 2013 | Brasile                  | Non qualificata | - | - | - | -   |
| 2017 | Russia                   | Non qualificata | - | - | - | -   |

### Coppa dei Caraibi
| Anno | Luogo                                   | Piazzamento                        | V | N | P | Gol  |
| ---- | --------------------------------------- | ---------------------------------- | - | - | - | ---- |
| 1978 | Trinidad e Tobago                       | Non qualificata                    | - | - | - | -    |
| 1979 | Suriname                                | Ritirata durante le qualificazioni | - | - | - | -    |
| 1981 | Porto Rico                              | Non partecipante                   | - | - | - | -    |
| 1983 | Guyana francese                         | Non qualificata                    | - | - | - | -    |
| 1985 | Barbados                                | Non qualificata                    | - | - | - | -    |
| 1988 | Martinica                               | Non qualificata                    | - | - | - | -    |
| 1989 | Barbados                                | Non partecipante                   | - | - | - | -    |
| 1990 | Trinidad e Tobago                       | Non qualificata                    | - | - | - | -    |
| 1991 | Giamaica                                | Quarto posto                       | 1 | 0 | 3 | 4:14 |
| 1992 | Trinidad e Tobago                       | Non qualificata                    | - | - | - | -    |
| 1993 | Giamaica                                | Non qualificata                    | - | - | - | -    |
| 1994 | Trinidad e Tobago                       | Non qualificata                    | - | - | - | -    |
| 1995 | Isole Cayman / Giamaica                 | Non qualificata                    | - | - | - | -    |
| 1996 | Trinidad e Tobago                       | Non qualificata                    | - | - | - | -    |
| 1997 | Antigua e Barbuda / Saint Kitts e Nevis | Non qualificata                    | - | - | - | -    |
| 1998 | Giamaica / Trinidad e Tobago            | Non qualificata                    | - | - | - | -    |
| 1999 | Trinidad e Tobago                       | Non qualificata                    | - | - | - | -    |
| 2001 | Trinidad e Tobago                       | Non qualificata                    | - | - | - | -    |
| 2005 | Barbados                                | Ritirata durante le qualificazioni | - | - | - | -    |
| 2007 | Trinidad e Tobago                       | Primo turno                        | 1 | 1 | 1 | 4:5  |
| 2008 | Giamaica                                | Non qualificata                    | - | - | - | -    |
| 2010 | Martinica                               | Primo turno                        | 0 | 1 | 2 | 1:6  |
| 2012 | Antigua e Barbuda                       | Non qualificata                    | - | - | - | -    |
| 2014 | Giamaica                                | Non qualificata                    | - | - | - | -    |
| 2017 | Martinica                               | Non qualificata                    | - | - | - | -    |

### Coupe des Caraïbes
| Anno | Luogo      | Piazzamento | V | N | P | Gol |
| ---- | ---------- | ----------- | - | - | - | --- |
| 1948 | Itinerante | Primo turno | 0 | 0 | 2 | 2:6 |

## Rosa attuale
Lista dei giocatori convocati per le partite valevoli per le qualificazioni ai mondiali 2022.
|  | P | Akel Clarke          | 25 ottobre 1988   | 14 | -?    | Mount Pleasant Football Academy |  |  |
|  | P | Kai McKenzie-Lyle    | 30 novembre 1997  | 8  | -?; 1 | Cambridge United                |  |  |
|  | P | Shawn Adonis         | 14 maggio 2002    | 0  | 0     | Police                          |  |  |
|  |   |                      |                   |    |       |                                 |  |  |
|  | D | Marcus Wilson        | 27 settembre 2000 | 0  | 0     | Santos                          |  |  |
|  | D | Matthew Briggs       | 6 marzo 1991      | 14 | 1     | Vejle                           |  |  |
|  | D | Liam Gordon          | 15 maggio 1999    | 7  | 0     | Bolton Wanderers                |  |  |
|  | D | Kevin Layne          | 1º gennaio 2000   | 1  | 0     | Mount Pleasant Football Academy |  |  |
|  | D | Nicolai Andrews      | 03 novembre 2002  | 1  | 0     | Santos                          |  |  |
|  | D | Reiss Greenidge      | 08 febbraio 1996  | 0  | 0     | Bolton Wanderers                |  |  |
|  | D | Terence Vancooten    | 29 dicembre 1997  | 15 | 1     | Stevenage                       |  |  |
|  |   |                      |                   |    |       |                                 |  |  |
|  | C | Nathan Moriah-Welsh  | 18 marzo 2002     | 2  | 0     | Bournemouth                     |  |  |
|  | C | Curtez Kellman       | 6 marzo 1998      | 1  | 0     | Daytona State College           |  |  |
|  | C | Daniel Wilson        | 1º novembre 1993  | 37 | 1     | Police                          |  |  |
|  | C | Jobe Caesar          | 1º gennaio 1999   | 2  | 0     | Guyana Defence Force            |  |  |
|  | C | Javier George        | 11 settembre 1999 | 1  | 0     | Stade Beaucairois               |  |  |
|  | C | Stephen Duke-McKenna | 17 agosto 2000    | 7  | 0     | Queens Park Rangers             |  |  |
|  |   |                      |                   |    |       |                                 |  |  |
|  | A | Connor Kurran-Browne | 26 gennaio 2002   | 0  | 0     | Bournemouth                     |  |  |
|  | A | Keanu Marsh-Brown    | 10 agosto 1992    | 15 | 1     | Wrexham                         |  |  |
|  | A | Omari Glasgow        | 22 novembre 2003  | 3  | 1     | Fruta Conquerors                |  |  |
|  | A | Kelsey Benjamin      | 8 maggio 1999     | 8  | 1     | Guyana Defence Force            |  |  |
|  | A | Sheldon Holder       | 30 settembre 1991 | 32 | 9     | Caledonia AIA                   |  |  |
|  | A | Trayon Bobb          | 5 gennaio 1993    | 41 | 10    | Uitvlugt Warriors               |  |  |
|  | A | Emery Welshman       | 9 novembre 1991   | 21 | 10    | Hapoel Ra'anana                 |  |  |

## Tutte le rose

### CONCACAF Gold Cup
CONCACAF Gold Cup 20191 Clarke, 2 Layne, 3 Daniel, 4 Bonds, 5 Dover, 6 R. Marsh-Brown, 7 K. Marsh-Brown, 8 Cox, 9 Holder, 10 Welshman, 11 Harriott, 12 Schultz, 13 Gordon, 14 Wilson, 15 Vancooten, 16 Danns, 17 Ondaan, 18 Murray, 19 Duke-McKenna, 20 Briggs, 21 Beresford, 22 Roberts, 23 Jeffrey, CT: Johnson